# Isola Lacroix
L'isola Lacroix (francese: île Lacroix) è un'isola fluviale sulla Senna, nella parte orientale della città di Rouen. È collegata a entrambe le sponde del fiume con tre ponti.
Ospita il "centro sportivo Guy Boissière", all'interno del quale si trova il Patinoire L'île Lacroix, sede della locale squadra di hockey su ghiaccio, il Rouen Hockey Élite 76.